# GSC02620-00648
GSC02026-00648 é uma estrela de magnitude 12 aproximadamente 1400 anos-luz na constelação de Hércules. Esta estrela é 1.18 vezes maior que o Sol.[carece de fontes?]

## Sistema Planetário
GSC02026-00648 é orbitada por um exoplaneta descoberto em 2006, TrES-4 é um planeta gasoso 70% maior que Júpiter.[carece de fontes?]
| Planeta | Massa          | Semieixo Maior  | Período Orbital  | Exentridade |
| ------- | -------------- | --------------- | ---------------- | ----------- |
| TrES-4  | 0.919±0.073 MJ | 0.05091±0.00071 | 3.553945±7.5e-05 | 0           |

## Sistema Binário
Em 2008 um estudo no Observatório de Calar Alto na Espanha investigou 14 estrelas que foram descobertas exoplanetas com a técnica de trânsito e descobriram GSC02026-00648"C", esta estrela com magnitude de 14 K é separada de sua companheira por 755 AU, o que fez eles recalcularem a distancia de Três-4 de GSC02620[carece de fontes?]